# Eupronoe inscripta
Eupronoe inscripta är en kräftdjursart. Eupronoe inscripta ingår i släktet Eupronoe och familjen Pronoidae. Inga underarter finns listade i Catalogue of Life.